# Pupka

Herb Pupka

Pupka (Żabiński) – kaszubski herb szlachecki.

## Opis herbu
Opis z wykorzystaniem zasad blazonowania, zaproponowanych przez Alfreda Znamierowskiego:
W polu błękitnym serce czerwone, otoczone wieńcem laurowym zielonym. Klejnot: nad hełmem w koronie trzy pióra strusie. Labry błękitne, podbite srebrem.

## Najwcześniejsze wzmianki
Herb wymieniany w dwóch publikacjach Emiliana Szeligi-Żernickiego (Der polnische Adel, Die polnische Stamwappen).

## Herbowni
Dwa rody herbownych: Żabiński, Lipiński, obie rodziny używały przydomku Pupka. 
Być może herbu tego używała także rodzina Grabowskich z przydomkiem Pupka. Herb Grabowskich z Grabowa w parafii Parchowo jest do herbu Pupka bardzo podobny.